# David Oberbauer
David Oberbauer (* 2. Jänner 2005) ist ein österreichischer Fußballspieler.

## Karriere
Oberbauer begann seine Karriere beim SC Schönau. Zur Saison 2015/16 wechselte er zum FCM Traiskirchen. Zur Saison 2020/21 schloss er sich der SV Schwechat an. Zur Saison 2021/22 wechselte er zur vierten Mannschaft der Kapfenberger SV. Für Rapid Kapfenberg II kam er zu fünf Einsätzen in der achtklassigen 1. Klasse, mit dem Team stieg er zu Saisonende in die Gebietsliga auf. Er selbst rückte zur Saison 2022/23 in den Kader der dritten Mannschaft auf, für die er zwölfmal in der Unterliga spielte.
Zur Saison 2023/24 rückte Oberbauer in den Kader der Amateure der KSV. Nach 19 Einsätzen für Kapfenberg II debütierte er im Mai 2024 für die Profis der Steirer in der 2. Liga, als er am 30. Spieltag jener Saison gegen den Grazer AK in der Nachspielzeit für Meletios Mišković eingewechselt wurde. Dies blieb sein einziger Zweitligaeinsatz für die KSV.
Zur Saison 2025/26 wechselte er zum viertklassigen DSV Leoben.